# Kongoussi (departamento)
Kongoussi é um departamento ou comuna da província de Bam no Burkina Faso. A sua capital é a cidade de Kongoussi.
Em 1 de julho de 2018 tinha uma população estimada em 99779 habitantes.